# 豊後国の二孝女
豊後国の二孝女（ぶんごのくにのにこうじょ）は、江戸時代後期に、親鸞ゆかりの地の巡礼の途上で病に倒れた父親を連れ戻すために、豊後国臼杵藩（現大分県臼杵市）から常陸国水戸藩（現茨城県常陸太田市）の青蓮寺まで旅をした姉妹である。

## 概要
豊後国臼杵藩の農民で浄土真宗の信者であった川野初衛門は、文化元年（1804年）、親鸞ゆかりの地を巡る旅に出た。しかし、その途上で足を痛め、常陸国水戸藩の青蓮寺にとどまって長期にわたる療養を余儀なくされた。
初衛門の窮状が故郷に伝わることは長らくなかったが、文化8年（1811年）、京都の西本願寺で開かれた親鸞の550回忌大遠忌法会の際に、青蓮寺の住職が川野家の菩提寺である善正寺の住職と出会い、初衛門の所在が故郷で待つ2人の娘、「つゆ」と「とき」に伝わった。姉妹は臼杵藩の許可を得て常陸太田に向かい、2か月（4か月という説もある）に及ぶ困難な旅の末に青蓮寺で父と再会を果す。そして、水戸、臼杵の両藩の支援を受け、翌年、郷里に無事連れ帰った。
郷里の臼杵市では、この話は盆踊りの口説き等として伝わっており、同市泊には供養碑が建てられている。また、臼杵市立川登小学校には校内に記念碑が建てられているほか、校歌にも二孝女が歌われている。
この話が実話か否かは定かではなかったが、2004年に臼杵市の郷土史研究家が青蓮寺に照会したことをきっかけに、翌2005年に青蓮寺で臼杵藩江戸屋敷から青蓮寺宛の手紙や姉妹からの礼状等の17通の書簡が発見され、実話であることが判明した。これらの書簡は「豊後国二孝女関係資料」として、常陸太田市の文化財に指定されている。また、2007年には茨城県の県立高校の道徳副読本「ともに歩む」に掲載され、2010年10月には青蓮寺の境内に記念碑が建立された。